# 陸經 (萬曆進士)
陸經（1552年—？），字載道，號誠菴，直隸蘇州府長洲縣人，民籍，明朝政治人物。

## 生平
萬曆元年（1573年）癸酉科應天鄉試三十三名舉人，萬曆十四年（1586年）丙戌科會試五十五名，登三甲第二百二十二名進士。大理寺观政，十五年授嚴州府推官，二十年升兵部主事，卒于官。

## 家族
曾祖陸惟善；祖父陸珍；父陸鼐。母張氏。慈侍下。兄陸爵。弟陸鑰（州判官）。